# Bobby Digital in Stereo
Bobby Digital in Stereo è il primo album in studio da solista del rapper statunitense RZA, pubblicato nel 1998 a nome Bobby Digital.

## Tracce
1. Intro – 0:37
2. B.O.B.B.Y. – 5:23
3. Unspoken Word – 4:44
4. Slow-Grind African – 1:02
5. Airwaves – 1:47
6. Love Jones – 4:31
7. N.Y.C. Everything – 4:17 (feat. Method Man)
8. Mantis – 3:33 (feat. Masta Killa & Tekitha)
9. Slow-Grind French – 0:53
10. Holocaust (Silkworm) – 5:14 (feat. Holocaust, Doc Doom, Ghostface Killah & Ms. Roxy)
11. Terrorist – 3:25 (feat. Dom Pachino/P.R. Terrorist, Doc Doom & Killa Sin)
12. Bobby Did It (Spanish Fly) – 4:22 (feat Islord, Timbo King, Ghostface Killah & Jamie Sommers)
13. Handwriting on the Wall – 1:39 (feat. Ras Kass)
14. Kiss of a Black Widow – 2:47 (feat. Ol' Dirty Bastard)
15. Slow-Grind Italian – 1:01
16. My Lovin' Is Digi – 4:26 (feat. The Force M.D.s & Ms. Roxy)
17. Domestic Violence – 5:18 (feat. Jamie Sommers & U-God)
18. Project Talk – 1:51 (con Kinetic 9)
19. Lab Drunk – 3:34
20. Fuck What You Think – 3:10 (feat. Islord & 9th Prince)
21. Daily Routine – 4:23 (feat. Kinetic 9)